# Belgický skauting

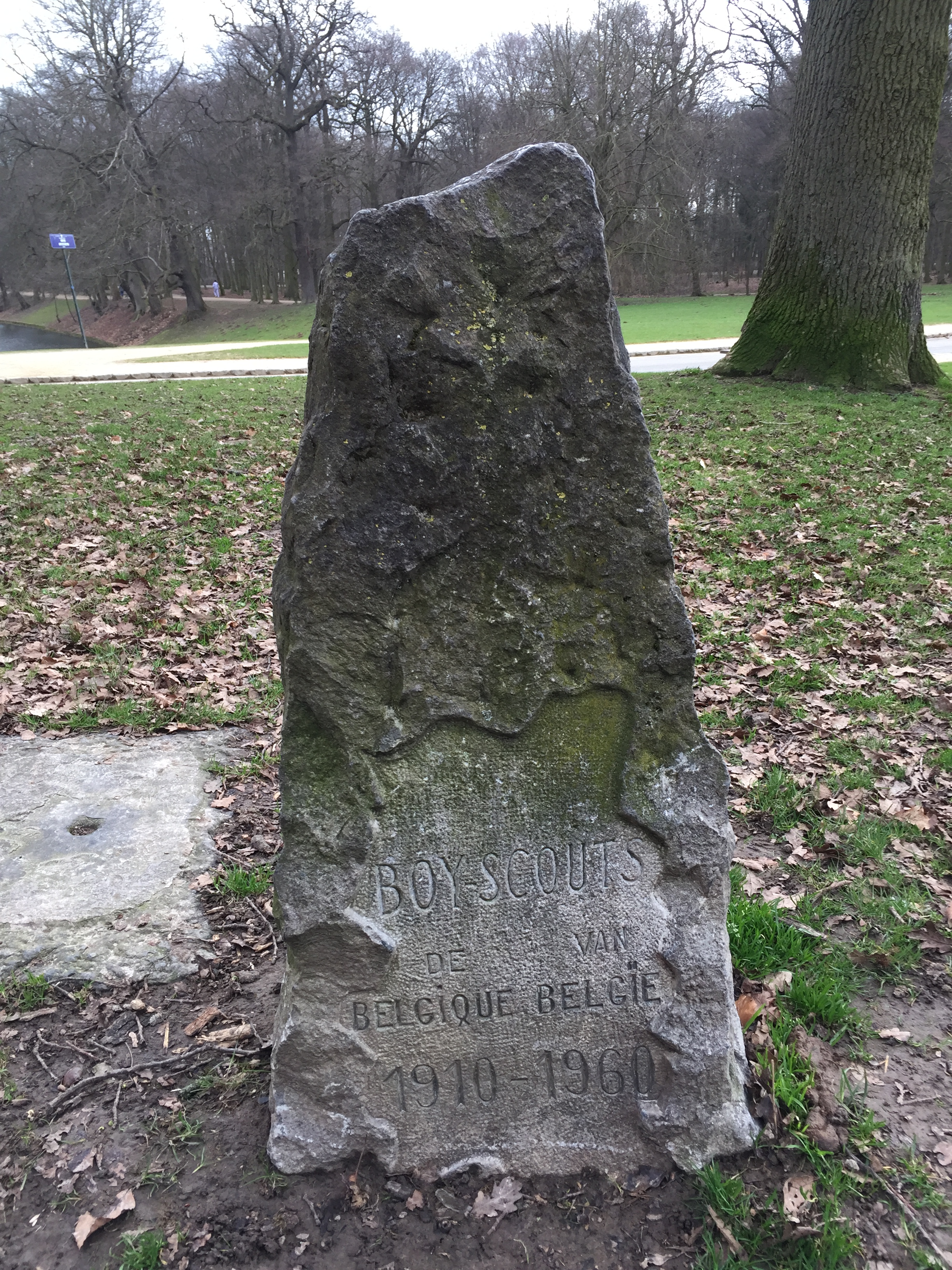
Belgický skauting 1910-1960

Belgický skauting představuje asi 15 až 20 různých organisací, sdružujících celkem asi 160 000 skautů. Téměř všechny tyto organisace jsou seskupeny podle jazyka a vyznání. Nejvyšším vyznamenáním jež je možné dosáhnout je Crown Scout.

## Historie
První skautský oddíl byl založen v Bruselu v roce 1909. Angličan Harold Parfitt založil první Skautský oddíl pro Britské chlapce, patřící do britské kolonie v tomto městě. Belgičané (zejména Henri, syn Antoine Depagea) sledovali aktivity tohoto oddílu, projevili zájem o skautingu a tím započal belgický skauting.
Boy Scouts of Belgium (BSB) bylo založeno 23. prosince 1910. První celobelgický oddíl byl založen v Bruselu. Používal britské odznaky, stanovy a kroje. Tato organisace byla otevřena všem chlapcům.
Již v roce 1911 byl v BSB založen dívčí oddíl, ale první světová válka a německá okupace zabránily jejich rozvoji, takže Girl Guide Belgium GGB vzniklo až 17. prosince 1919. Také dívky používaly britské odznaky, stanovy i kroje.
Belgie byla opět obsazena Němci během druhé světové války a nacisté se pokusili sjednotit všechny mládežnické organisace v jednotné národně socialistické hnutí mládeže. Skautské schůzky a tábory byly zakázány, ale některé činnosti nadále probíhaly v utajení. Skauting byl po osvobození obnoven. BSB a GGB se sloučily do jedné organisace v červenci 1945. Obě sekce zůstaly odděleny a žádné koedukované oddíly neexistovaly až do osmdesátých let.
The Sea Scouts of Belgium (SSB) bylo založena v dubnu 1914. SSB je otevřené hnutí zaměřující se na vodní skauting, nachází se na pobřeží Severního moře jen ve vlámsky hovořící části Belgie. SSB není nijak spojeno s BSB. SSB také používá britské odznaky, stanovy a kroje.

## Organisace
Aktivní na národní nebo regionální úrovni jsou:
- Guidisme et Scoutisme en Belgique/Gidsen- en Scoutsbeweging in België (GSB, Hnutí skautů a skautek Belgie), člen WOSM i WAGGGS, skládající se z
  - FOS Open Scouting (FOS; mezináboženská, koedukovaná, Vlámská), 7 300 členů[1]
  - Guides Catholiques de Belgique (GCB, Katolické skautky Belgie; Římští katolíci, z většiny je dívčí, většinou ve Valonsku a Bruselském regionu; člen WAGGGS), 25 000 členů [1]
  - Les Scouts - Fédération des Scouts Baden-Powell de Belgique (FSC, Katolická federace skautů Baden-Powella z Belgie; Římští katolíci, částečně koedukovaná, Valonsko a Bruselský region; člen WOSM), 50 000 členů[1]
  - Scouts en Gidsen Vlaanderen (SGV, Vlámští skauti a skautky; do roku 2006: Vlaams Verbond van Katholieke Scouts en Meisjesgidsen (Sdružení Vlámských katolických skautů a skautek), VVKSM; od roku 2006: pluralitní / mezináboženský, koedukovaná, Vlámská), 74 128 členů (2007)[2]
  - Scouts et Guides Pluralistes de Belgique (SGP, Belgičtí pluralitní skauti a skautky; mezináboženská, Koedukovaná, Valonská), 5 000 členů[1]
- Europe et Scoutisme, člen Konfederace evropských skautů, 10 oddílů [3]
- Guides et Scouts d'Europe - Belgique/Europascouts en Gidsen - België, člen Union Internationale des Guides et Scouts d'Europe, 1 200 členů (2006)
- Hanoar Hatzioni, mezinárodní Sionistická mládežnická organisace
- Onafhankelijke Scouts en Gidsen - Scouts et Guides Indépendants, člen World Federation of Independent Scouts, 2 střediska (2014)

A také několik místních organizací, například:
- Eclaireurs Unionistes de Belgique (YMCA-Skauti) [4]
- Scouts de Genval
- Scouts de Grez[5]
- Unité scoute protestante Jean Calvin

## Mezinárodní skautská střediska v Belgii
Díky mnoha mezinárodním institucím v Belgii existuje několik mezinárodních skautských organizací působících v zemi. Mezi nimi British Scouts Western Europe (součást The Scout Association UK), Transatlantic Council člen Boy Scouts of America a Girl Scouts of the USA.
Britské oddíly jsou v Bruselu, Waterloo a v SHAPE (poblíž Monsu). Oddíly Boy Scouts of America jsou v Antverpách, Bruselu, Waterloo a SHAPE.